# Umbilicaria antarctica
Umbilicaria antarctica är en lavart som beskrevs av Frey & I. M. Lamb. Umbilicaria antarctica ingår i släktet Umbilicaria och familjen Umbilicariaceae.   Inga underarter finns listade i Catalogue of Life.